# Larry Cunningham
Larry Cunningham (13 de febrero de 1938 - 28 de septiembre de 2012) fue un cantante de música country irlandés, que fue una de las figuras más destacadas de los shows de bandas en escena de los años 1960 y 1970. Considerado como un "pionero" y "leyenda" en la industria de la música, llevó a cabo una serie de "primeras veces" durante su carrera. En 1964, Cunningham entró en las listas británicas con "Tribute to Jim Reeves", siendo la primera vez que un artista irlandés había hecho tal cosa.

## Biografía
Cunningham creció en el pueblo de Clooneen en la parroquia Mullinalaghta, cerca de Granard, County Longford, en una familia de agricultores de siete hijos. Después de dejar la escuela a los 16 años se fue a Inglaterra y trabajó como carpintero, tocando música tradicional irlandesa y al fútbol gaélico durante su tiempo libre. En 1958 regresó a Irlanda. Siguió trabajando como carpintero, pronto se unió a tiempo parcial en Grafton Showband situado en Gowna, pero lo dejó en 1961 para convertirse totalmente en profesional como cantante principal de los Mighty Avons, con sede en Cavan. Esa banda inicialmente especializada en covers de canciones de Jim Reeves y material country similar.
La primera vez que saboreó la fama llegó cuando estaban apoyando a Jim Reeves durante la etapa irlandesa de su gira por Europa en 1963, cuando Reeves bajó del escenario durante un concierto en Lifford en protesta por el mal estado del piano suministrado, los Avons (como más tarde se convirtió popularmente llamados así) se hizo cargo y entretuvo a la multitud, con mucha publicidad posterior y aclamación.